# Hilkerhaus

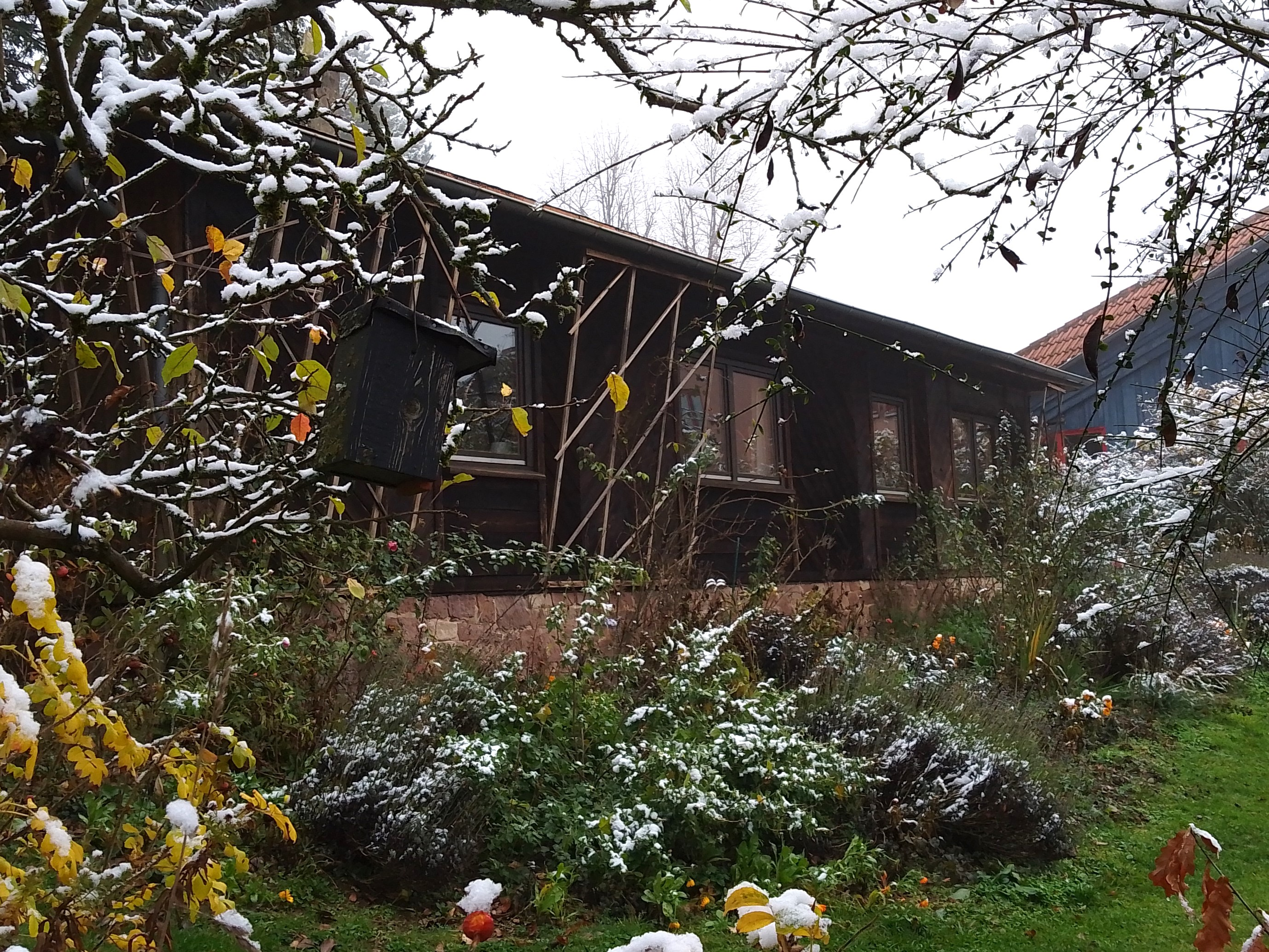
Hilkerhaus 2022

Das Hilkerhaus in der Siedlung Loheland bei Fulda ist ein hessisches Kulturdenkmal im Bereich der Gesamtanlage Loheland. Es gehört zu den Wohngebäuden der Zwischenkriegszeit und wurde 1933 als Holzbau errichtet.

## Lage
Das Gebäude steht in der Gemeinde Künzell bei Fulda. Die Streusiedlung Loheland liegt auf dem Gemarkungen der Ortsteile Dirlos und Pilgerzell. Das Hilkerhaus liegt neben dem Sutorhaus auf einer Anhöhe mit Ausrichtung nach Westen in der Nähe des heutigen Rudolf-Steiner-Schule, einer Waldorfschule.

## Geschichte und Beschreibung
Das Wohnhaus wurde 1933 für Franz Hilker und seine Familie errichtet. Hilker hatte mit Louise Langgaard, Hedwig von Rohden und anderen 1925 den deutschen Gymnastikbund gegründet. In der Zeit des Nationalsozialismus verhinderte er in seiner Funktion als Schulrat in Berlin die Auflösung von Loheland, wurde aber selbst von den Nationalsozialisten entlassen und unter Aufsicht gestellt. Ab 1943 lebte er mit seiner Familie auf Grund der zunehmenden Luftangriffe auf Berlin in Loheland. Von der amerikanischen Besatzungsmacht wurde er nach 1945 als Schulrat eingesetzt. Er hatte auf Bundes- und Landesebene Gewicht und hat wohl auch erreicht, dass die Ausbildung von Gymnastiklehrerinnen in Loheland über viele Jahrzehnte nach dem Krieg anerkannt wurde. So konnten die Frauen im Schuldienst arbeiten.
Das rechteckige Holzhaus wurde über einem Natursteinsockel errichtet und verfügt über ein flach geneigtes Dach. Das Haus verfügte bauzeitlich über kleine Sprossenfenster, wurde aber später verändert. Für den Entwurf zeichnet das Architekturbüro von Walther Baedeker verantwortlich.
Das Gebäude ist ein Kulturdenkmal gemäß § 2.1 Hessisches Denkmalschutzgesetz innerhalb der Gesamtanlage Loheland gemäß § 2.2.1 Hessischen Denkmalschutzgesetz.